# Périers-sur-le-Dan
Périers-sur-le-Dan ist eine französische Gemeinde mit 581 Einwohnern (Stand: 1. Januar 2022) im Kanton Ouistreham des Départements Calvados in der Region Normandie. Périers-sur-le-Dan gehört zum Arrondissement Caen; seine Einwohner werden Périésains genannt. Bis 1888 hieß die Gemeinde Périers-en-Bessin.

## Geographie
Périers-sur-le-Dan liegt nahe der Küste zum Ärmelkanal. Umgeben wird Périers-sur-le-Dan von den Nachbargemeinden Hermanville-sur-Mer im Norden, Colleville-Montgomery im Nordosten, Biéville-Beuville im Süden und Südosten sowie Mathieu im Westen und Südwesten.

## Bevölkerungsentwicklung
| 1962                      | 1968 | 1975 | 1982 | 1990 | 1999 | 2006 | 2012 |
| ------------------------- | ---- | ---- | ---- | ---- | ---- | ---- | ---- |
| 199                       | 196  | 282  | 360  | 491  | 456  | 492  | 503  |
| Quelle: Cassini und INSEE |      |      |      |      |      |      |      |

## Sehenswürdigkeiten
- Die Kirche Saint-Ouen mit Ruine, ursprünglich im 8. Jahrhundert errichtet, im 13. Jahrhundert, einer der ältesten Kirchbauten der Region, ist seit 1914 als monument historique eingestuft.
- Protestantische Kirche

## Gemeindepartnerschaften
Mit der deutschen Gemeinde Gerbrunn in Unterfranken (Bayern) besteht seit 1990 eine Gemeindepartnerschaft.